# Chengdu Open 2019 - Qualificazioni singolare
Le qualificazioni del singolare del Chengdu Open 2019 sono state un torneo di tennis preliminare per accedere alla fase finale della manifestazione. I vincitori dell'ultimo turno sono entrati di diritto nel tabellone principale. In caso di ritiro di uno o più giocatori aventi diritto a questi sono subentrati i lucky loser, ossia i giocatori che hanno perso nell'ultimo turno ma che avevano una classifica più alta rispetto agli altri partecipanti che avevano comunque perso nel turno finale.

## Teste di serie
1. Kamil Majchrzak (qualificato)
2. Peter Gojowczyk (ritirato, accettato nel tabellone principale di Zhuhai)
3. Alexei Popyrin (qualificato)
4. Bradley Klahn (qualificato)

1. Bernard Tomić (primo turno, ritirato)
2. Lloyd Harris (ultimo turno, Lucky loser)
3. Jason Jung (qualificato)
4. James Duckworth (ultimo turno)

## Qualificati
1. Kamil Majchrzak
2. Jason Jung

1. Alexei Popyrin
2. Bradley Klahn

### Lucky loser
1. Lloyd Harris

## Tabellone

### Legenda
| - Q = Qualificato - WC = Wild card - LL = Lucky loser | - ALT = Alternate - SE = Special Exempt - PR = Protected Ranking | - w/o = Walkover - r = Ritirato - d = Squalificato |

### Sezione 1
|  | Primo turno | Primo turno     | Primo turno     | Primo turno | Primo turno |  |  | Ultimo turno | Ultimo turno    | Ultimo turno | Ultimo turno | Ultimo turno |  |
|  |             |                 |                 |             |             |  |  |              |                 |              |              |              |  |
|  | 1           | Kamil Majchrzak | Kamil Majchrzak | 6           | 7           |  |  |              |                 |              |              |              |  |
|  |             | Max Purcell     | Max Purcell     | 3           | 5           |  |  | 1            | Kamil Majchrzak | 4            | 7            | 6            |  |
|  |             | Harry Bourchier | Harry Bourchier | 3           | 4           |  |  | 8            | James Duckworth | 6            | 65           | 4            |  |
|  | 8           | James Duckworth | James Duckworth | 6           | 6           |  |  |              |                 |              |              |              |  |

### Sezione 2
|  | Primo turno | Primo turno     | Primo turno   | Primo turno | Primo turno |  |  | Ultimo turno | Ultimo turno | Ultimo turno | Ultimo turno | Ultimo turno |  |
|  |             |                 |               |             |             |  |  |              |              |              |              |              |  |
|  | Alt         | Luke Saville    | Luke Saville  | 6           | 7           |  |  |              |              |              |              |              |  |
|  |             | Andrew Harris   | Andrew Harris | 4           | 5           |  |  | Alt          | Luke Saville | Luke Saville | 4            | 2            |  |
|  |             | Akira Santillan | 5             | 6           | 62          |  |  | 7            | Jason Jung   | Jason Jung   | 6            | 6            |  |
|  | 7           | Jason Jung      | 7             | 3           | 7           |  |  |              |              |              |              |              |  |

### Sezione 3
|  | Primo turno | Primo turno    | Primo turno    | Primo turno | Primo turno |  |  | Ultimo turno | Ultimo turno   | Ultimo turno | Ultimo turno | Ultimo turno |  |
|  |             |                |                |             |             |  |  |              |                |              |              |              |  |
|  | 3           | Alexei Popyrin | Alexei Popyrin | 7           | 6           |  |  |              |                |              |              |              |  |
|  | WC          | Gao Xin        | Gao Xin        | 62          | 2           |  |  | 3            | Alexei Popyrin | 6            | 3            | 7            |  |
|  |             | Denis Istomin  | 6              | 3           |             |  |  |              | Denis Istomin  | 3            | 6            | 5            |  |
|  | 5           | Bernard Tomić  | 1              | 1           | r           |  |  |              |                |              |              |              |  |

### Sezione 4
|  | Primo turno | Primo turno   | Primo turno | Primo turno | Primo turno |  |  | Ultimo turno | Ultimo turno  | Ultimo turno  | Ultimo turno | Ultimo turno |  |
|  |             |               |             |             |             |  |  |              |               |               |              |              |  |
|  | 4           | Bradley Klahn | 4           | 6           | 6           |  |  |              |               |               |              |              |  |
|  |             | Hiroki Moriya | 6           | 3           | 4           |  |  | 4            | Bradley Klahn | Bradley Klahn | 6            | 7            |  |
|  | WC          | Cui Jie       | 7           | 3           | 0           |  |  | 6            | Lloyd Harris  | Lloyd Harris  | 3            | 6(0)         |  |
|  | 6           | Lloyd Harris  | 64          | 6           | 6           |  |  |              |               |               |              |              |  |